# Conchapelopia tusimugehea
Conchapelopia tusimugehea är en tvåvingeart som beskrevs av Sasa och Suzuki 1999. Conchapelopia tusimugehea ingår i släktet Conchapelopia och familjen fjädermyggor. Inga underarter finns listade i Catalogue of Life.